# 120141 Lucaslara
120141 Lucaslara è un asteroide della fascia principale. Scoperto nel 2003, presenta un'orbita caratterizzata da un semiasse maggiore pari a 2,7682209 UA e da un'eccentricità di 0,1116325, inclinata di 4,65479° rispetto all'eclittica.